# Arachnothryx chimalaparum
Arachnothryx chimalaparum là một loài thực vật có hoa trong họ Thiến thảo. Loài này được Lorence ex Borhidi mô tả khoa học đầu tiên năm 2006.